# ببر ماه
ببر ماه (به انگلیسی: Moon Tiger) یک رمان نوشته پنه‌لوپه لایولی نویسنده اهل بریتانیا است که در سال ۱۹۸۷ در انگلستان منتشر شد. این رمان شامل رویدادهایی از قبل تا بعد از جنگ جهانی دوم می‌شود. این رمان موفق شده‌است در سال ۱۹۸۷ برنده جایزه ادبی من بوکر شود.